# 等效串聯電感
等效串聯電感（Equivalent series inductance、ESL）是電路元件中等效的电感，用來描述電路元件中阻抗的電感成份。

## 簡介

電容器的等效電路，右方串聯的電感L_{ESL}即為等效串聯電感

在針對电容器及電阻器進行理論分析時，會假設是理想元件，电容器在電路中只會貢獻电容，電阻器只會貢獻電阻。不過，所有真實的电容器及電阻器其中都有引腳以及佈線，這些會帶來固有電感（多半也是不希望出現的電感）。因此其真實元件中會有一些電感造成的特性。
在電路分析中處理這些固有電感的方式是用集總模式來表示此元件，由一個理想元件再串聯一個电感元件，此電感元件的值等於元件中非理想電感成份的值。

## 效果
理論上，电容器的阻抗會隨頻率上昇而下降，斜率20 dB/decade，不過因為引腳及接線電感特性的影響，也因為電容器材料的非理想特性，真實電容器會有電感性的成份，在特定頻率段，阻抗反而會隨頻率上昇而上昇，斜率20 dB/decade。在共振頻率段，電容阻抗及電感阻抗的和最小。超過共振頻率時，其阻抗特性會以寄生電感為主。